# Casa al carrer del Port, 17 (l'Escala)
La casa al Carrer del Port, 17 és un casa dins del nucli antic de la població de l'Escala, a l'extrem nord del terme i formant cantonada entre el Carrer del Port i el Corriol de l'Usach.
Edifici cantoner de planta rectangular, format per dues crugies i distribuït en planta baixa i dos pisos. La coberta és a dues vessants de teula, amb doble ràfec de teula i dents de serra. La façana principal, orientada al mar, presenta dos portals d'arc rebaixat bastits amb pedra, amb els brancals de carreus de pedra ben escairats. Als pisos superiors hi ha dos grans finestrals rectangulars per planta, amb sortida a petits balcons. La façana lateral, orientada al corriol, presenta una única porta d'accés a l'interior d'obertura rectangular, amb els brancals bastits amb carreus de pedra ben desbastats i la llinda monolítica plana. Damunt seu, a la primera planta, hi ha una finestra rectangular també de pedra, amb l'ampit sobresortit i motllurat, que es repeteix al segon pis.
L'element més destacable de la construcció són els dos tipus de paraments que s'observen. Les plantes inferiors presenten el parament bastit amb pedra de diverses mides, amb les juntes extremadament gruixudes i ressaltades. En canvi, els pisos superiors presenten el parament arrebossat i pintat.